# Александровский Завод
Алекса́ндровский Заво́д — село, административный центр сельского поселения «Александрово-Заводское» и Александрово-Заводского района Забайкальского края. Село расположено на реке Газимур, в 510 километрах к юго-востоку от Читы, в 130 километрах к северо-востоку от ближайшей железнодорожной станции Борзя.

## История
Село было основано в 1792 году в связи с постройкой на реке Талман Талманского сереброплавильного завода (после 1825 года в честь Александра I был переименован в Александровский сереброплавильный завод). С 1832 года завод был местом каторги политических заключённых — участников польского восстания 1830 года, петрашевцев, Николая Чернышевского. Завод был закрыт в 1863 году.
В 1918—1920 гг, во время гражданской войны в России, село стало одним из мест активных действия партизанских отрядов.
В 1918 году через Александровский Завод наступали на Нерчинск части Особого маньчжурского отряда Семёнова.

## География
В окрестностях села начинается Газимуро-Золинская впадина, расположена г. Кедровник, высшая точка хр. Нерчинский.

## Население
| 1939 | 1959  | 1979  | 1989  | 2002  | 2010  | 2021  |
| ---- | ----- | ----- | ----- | ----- | ----- | ----- |
| 3014 | ↗3115 | ↘2771 | ↗2924 | ↘2630 | ↘2482 | ↘2160 |

## Инфраструктура
экономика
Действует совхоз «Журавлевский».
социальная сфера
Средняя школа, образовательное учреждение для детей-сирот и детей, оставшихся без попечения родителей, детские учреждения, Дом культуры, музей, библиотека, больница, почта.
С 1931 издается еженедельная газета «Заря».
памятники
Памятники истории: братская могила 10 партизан и П. Н. Журавлева, могила В. М. Соловьевой, учительницы-селькора и др..

## Транспорт
Ведется строительство железной дороги Нарын 1 — Газимурский Завод.
До 1990-х функционировал аэропорт.

## Топографические карты
- Лист карты M-50-X Александровский Завод. Масштаб: 1 : 200 000. Указать дату выпуска/состояния местности.